# Сигнал 4
Сигнал 4 е четвъртият пореден албум на българската рок група Сигнал. Издаден е през 1983 г. от Балкантон.

## Списък на песните
1. Игра
2. Щастливец
3. Любовта не пита
4. Книжна лодка
5. Зряло лято
6. Мини мода
7. Едно на ум
8. Денят на бурята
9. Моята обич не е игра
10. Горчива влага